# Lista de campeões da Major League Baseball em home runs

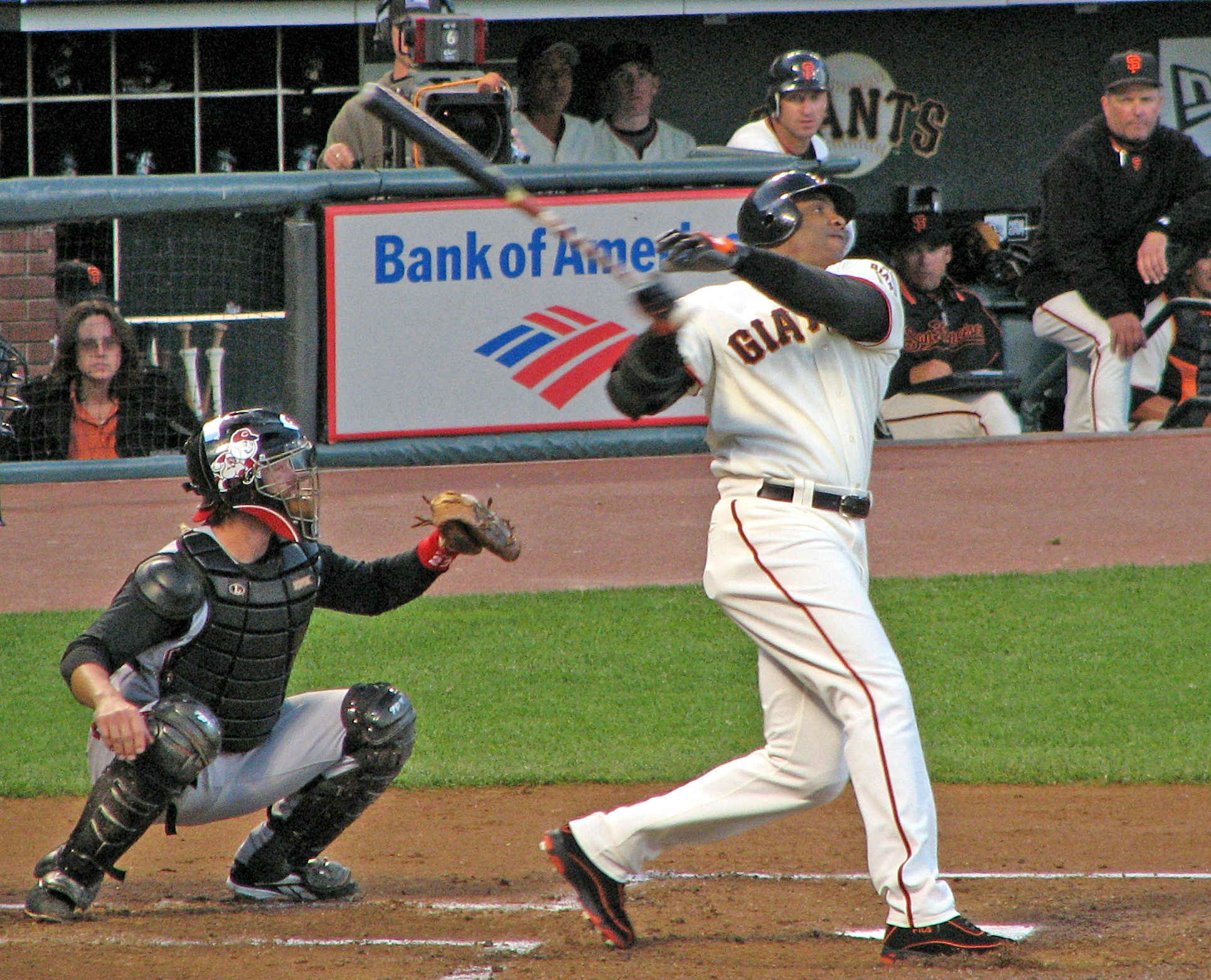
Barry Bonds, o líder de todos os tempos na MLB, liderou a liga em home runs duas vezes incluindo em 2001, quando ele estabeleceu o recorde em temporada única ao atingir a marca de 73.

No beisebol, home run (denotado HR) é uma rebatida na qual o rebatedor é capaz de circular todas as bases, terminando na casa base e anotando uma corrida (junto com uma corrida anotada por cada corredor que já estava em base), com nenhum erro cometido pelo time defensivo na jogada que resultou no batedor-corredor avançando bases extras. O feito é geralmente conseguido rebatendo a bola sobre a cerca do campo externo entre os postes de falta (ou fazendo contato com um deles), sem que ela antes toque o chão. Existe também o raro Inside-the-park home run, onde o rebatedor circula todas as bases com a bola ainda em campo. Na Major League Baseball (MLB), um jogador de cada liga  [L] vence o título de campeão em home runs a cada temporada com o maior número de home runs daquele ano. Apenas home runs em uma liga em particular conta para o total na temporada. Mark McGwire, por exemplo, rebateu 58 home runs em 1997, mais do que qualquer outro jogador naquele ano. Entretanto, McGwire foi transferido da American League (AL) vindo do Oakland Athletics para a National League (NL) indo para o St. Louis Cardinals no meio da temporada e seus totais individuais em cada liga (AL e NL) (34 e 24, respectivamente) não o tornaram líder em nenhuma das ligas.
O primeiro campeão em home runs da Liga Nacional foi George Hall; na temporada inaugural da liga em 1876, Hall rebateu cinco home runs pelo Philadelphia Athletics que teve curta existência na Liga Nacional. Em 1901 a Liga Americana foi estabelecida e o membro do Hall of Fame, segunda base, Nap Lajoie a liderou com 14 home runs pelo Philadelphia Athletics na Liga Americana. Em seus 22 anos de carreira, Babe Ruth liderou a Liga Americana 12 vezes. Mike Schmidt e Ralph Kiner tem o segundo e terceiro, respectivamente, maior número de títulos, Schmidt com oito e Kiner com sete, todos ganhos na Liga Nacional. Os sete títulos consecutivos de Kiner de 1946 a 1952 também são a maior sequência de qualquer jogador. Os mais recentes campeões (2016) são Mark Trumbo com 47 home runs pela Liga Americana e Nolan Arenado e Chris Carter com 41 home runs na Liga Nacional.
Ruth estabeleceu o  recorde de home runs da Major League Baseball em temporada única quatro vezes, primeiramente com 29 (1919), então 54 (1920), 59 (1921) e finalmente 60 (1927). As temporadas de Ruth em 1920 e 1921 estão empatadas com a maior margem vencendo o segundo colocado com 35 home runs de vantagem. A marca de 60 home runs permaneceu por mais de 30 anos até Roger Maris rebater 61 home runs em 1961. A marca de Maris foi quebrada por Mark McGwire e Sammy Sosa durante a temporada de 1998, com McGwire estabelecendo o novo recorde em 70. Barry Bonds*, que também detém o  recorde de mais home runs na carreira, estabeleceu o recorde atual em temporada única com 73 home runs em 2001. As temporadas de 1998 e 2001 tiveram, cada uma, 4 jogadores com 50 ou mais home runs – Greg Vaughn, Ken Griffey Jr., Sosa e McGwire em 1998 e Alex Rodriguez, Luis Gonzalez, Sosa e Bonds* em 2001. Um jogador rebateu 50 ou mais home runs em 42 ocasiões. Destas, 25 ocorreram desde 1990. O menor número de home runs a liderar uma das grandes ligas foi quatro, um feito conseguido na Liga Nacional por Lip Pike em 1877 e Paul Hines em 1878.

## Campo
| Vencedor(es)      | Jogador(es) com o maior número de home runs (HR) na liga       |
| HRs               | O total de home runs do vencedor                               |
| Vice-campeão(ões) | Jogador com segundo maior número de HRs na liga                |
| HRs do VC         | O total de home runs do vice-campeão                           |
| Liga              | Denotado apenas para jogadores fora das modernas grandes ligas |
| †                 | Membro do National Baseball Hall of Fame and Museum            |

## American League

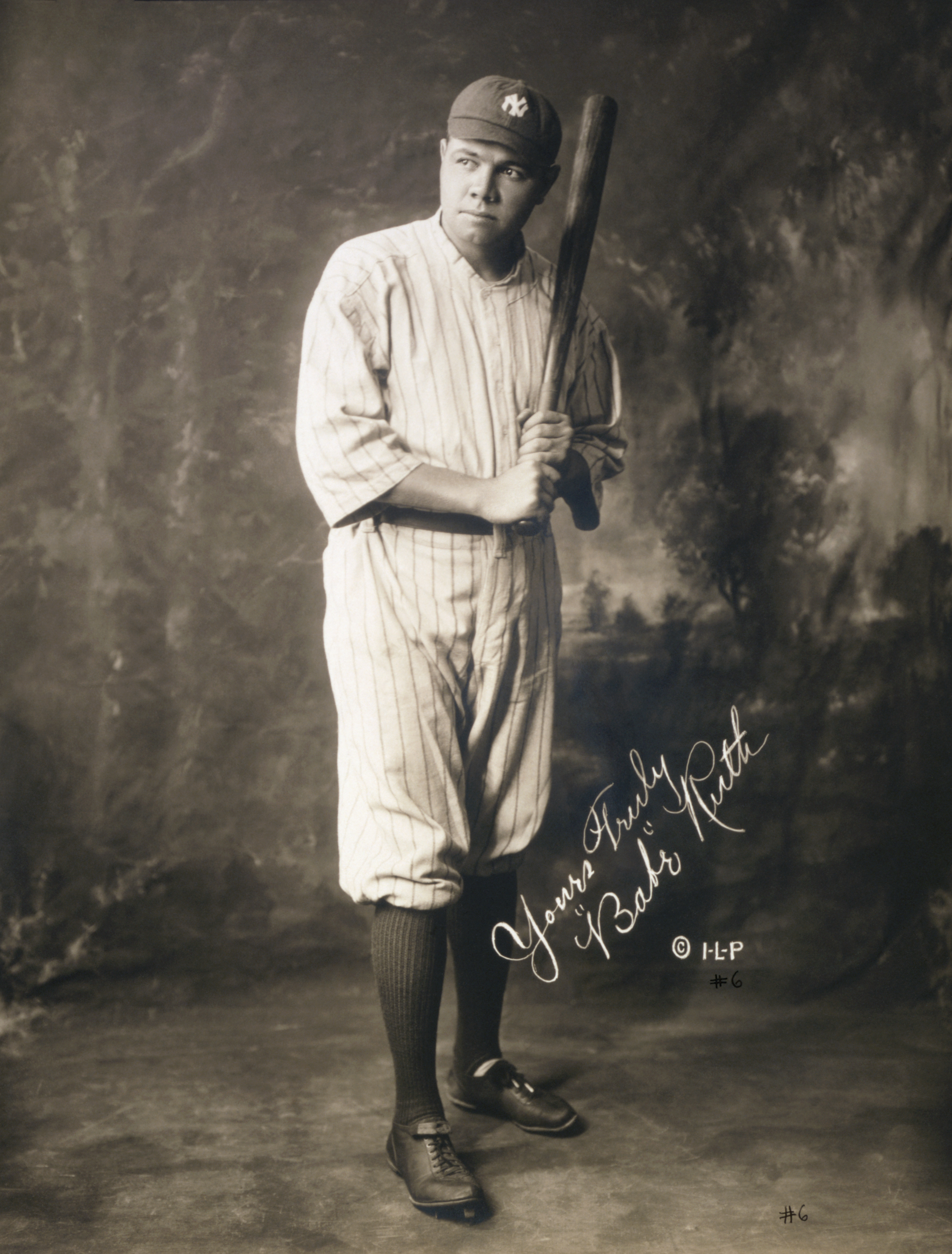
Babe Ruth foi primeiro ou segundo na Liga Americana em home runs nas temporadas de 1918 até 1933 exceto 1922, e estabeleceu o recorde de home runs em temporada única quatro vezes.

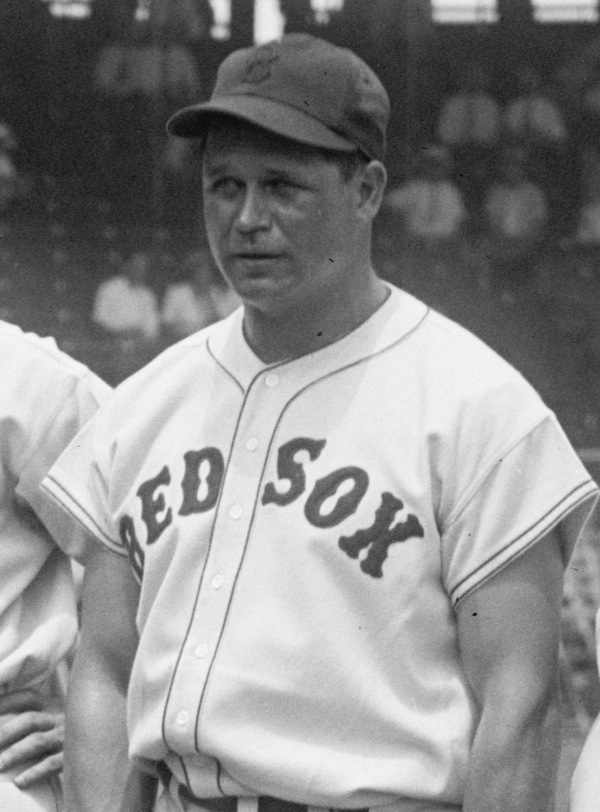
Jimmie Foxx rebateu 50 home runs em 1938 mas terminou em segundo na liga, atrás de Hank Greenberg que rebateu 58 naquele ano.

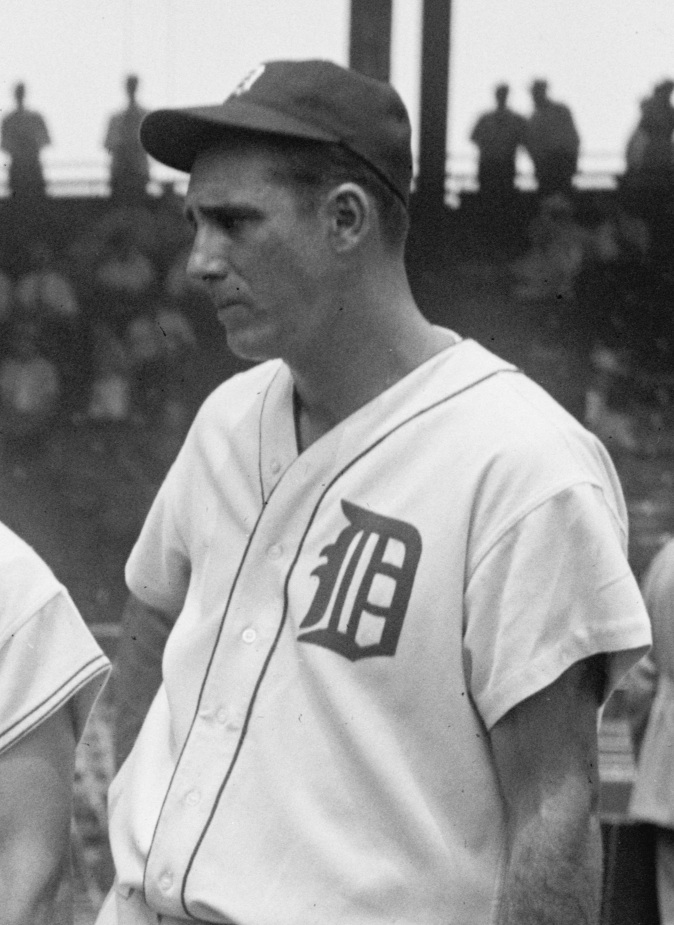
Hank Greenberg, integrante do Hall of Fame e quatro vezes campeão em home runs

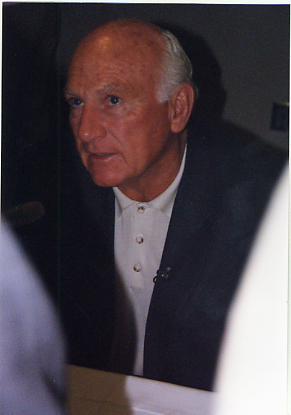
Harmon Killebrew liderou a liga em home runs seis vezes pelo Minnesota Twins, uma vez enquanto o time estava em Washington e cinco vezes em Minnesota.

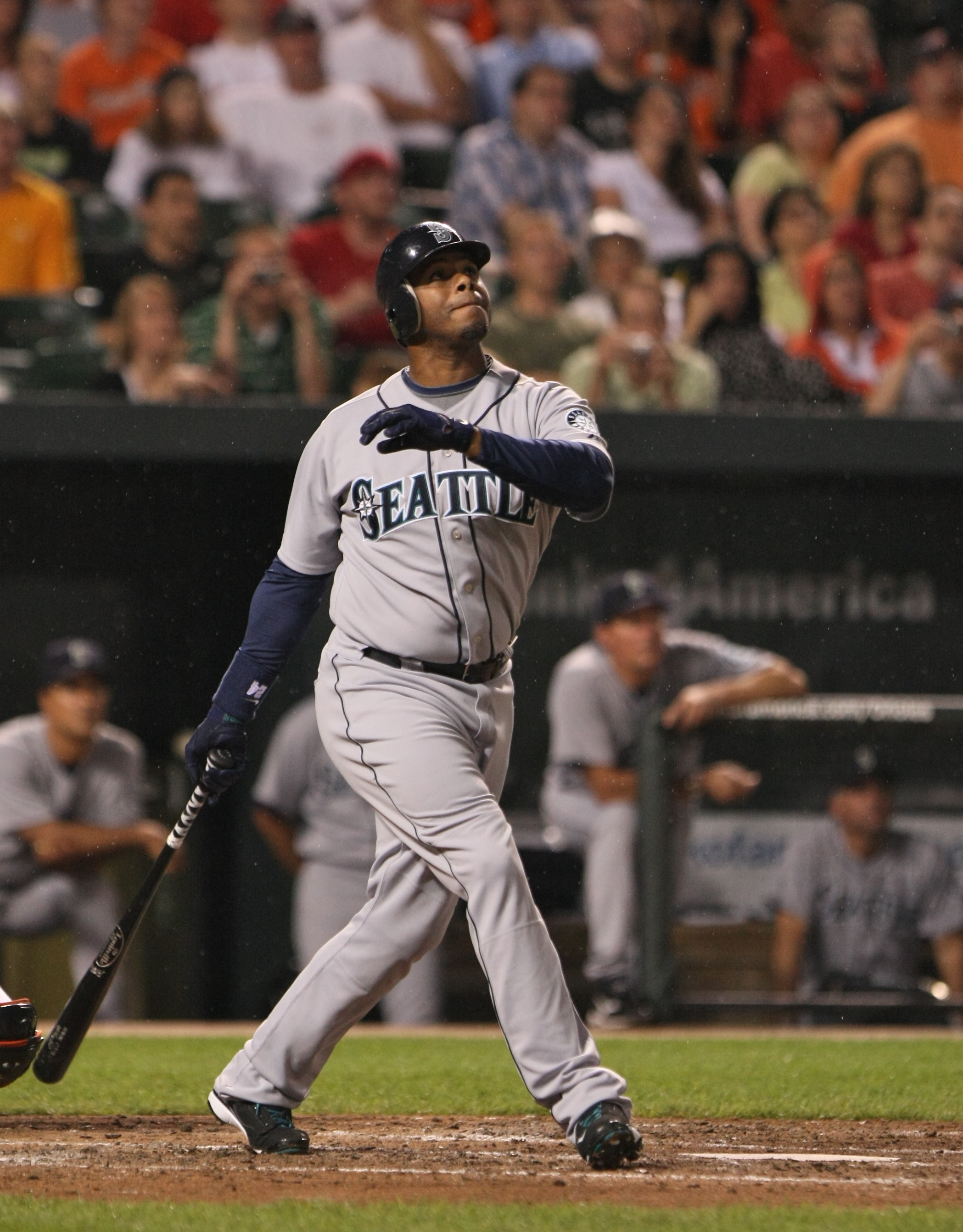
Ken Griffey Jr. liderou a Liga Americana em home runs em quatro temporadas durante os anos 90, incluindo três consecutivamente, de 1997 até 1999.

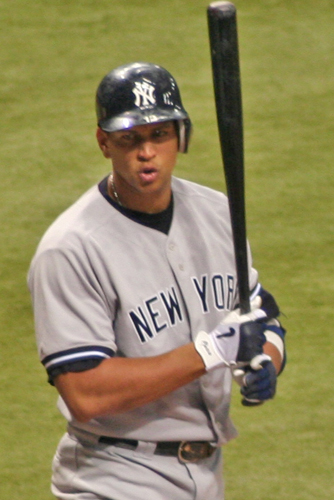
Alex Rodriguez liderou a Liga Americana em home runs cinco vezes, três com o Texas Rangers e duas vezes com o New York Yankees.

| Ano  | Vencedor(es)                                      | HRs | Time                                                                 | Vice-campeão(ões)                         | HRs do VC | Ref     |
| ---- | ------------------------------------------------- | --- | -------------------------------------------------------------------- | ----------------------------------------- | --------- | ------- |
| 1901 | Nap Lajoie†                                       | 14  | Philadelphia Athletics                                               | Buck Freeman                              | 12        | [ 16 ]  |
| 1902 | Socks Seybold                                     | 16  | Philadelphia Athletics                                               | Charlie Hickman Bill Bradley Buck Freeman | 11        | [ 17 ]  |
| 1903 | Buck Freeman                                      | 13  | Boston Americans                                                     | Charlie Hickman                           | 12        | [ 18 ]  |
| 1904 | Harry Davis                                       | 10  | Philadelphia Athletics                                               | Danny Murphy Buck Freeman                 | 7         | [ 19 ]  |
| 1905 | Harry Davis                                       | 8   | Philadelphia Athletics                                               | George Stone                              | 7         | [ 20 ]  |
| 1906 | Harry Davis                                       | 12  | Philadelphia Athletics                                               | Charlie Hickman                           | 9         | [ 21 ]  |
| 1907 | Harry Davis                                       | 8   | Philadelphia Athletics                                               | Socks Seybold Danny Hoffman Ty Cobb†      | 5         | [ 22 ]  |
| 1908 | Sam Crawford†                                     | 7   | Detroit Tigers                                                       | Bill Hinchman                             | 6         | [ 23 ]  |
| 1909 | Ty Cobb†                                          | 9   | Detroit Tigers                                                       | Tris Speaker†                             | 7         | [ 24 ]  |
| 1910 | Jake Stahl                                        | 10  | Boston Red Sox                                                       | Ty Cobb† Duffy Lewis                      | 8         | [ 25 ]  |
| 1911 | Frank Baker†                                      | 11  | Philadelphia Athletics                                               | Tris Speaker† Ty Cobb†                    | 8         | [ 26 ]  |
| 1912 | Frank Baker† Tris Speaker†                        | 10  | Philadelphia Athletics Boston Red Sox                                | Ty Cobb†                                  | 7         | [ 27 ]  |
| 1913 | Frank Baker†                                      | 12  | Philadelphia Athletics                                               | Sam Crawford†                             | 9         | [ 28 ]  |
| 1914 | Frank Baker†                                      | 9   | Philadelphia Athletics                                               | Sam Crawford†                             | 8         | [ 29 ]  |
| 1915 | Braggo Roth                                       | 7   | Chicago White Sox Cleveland Indians                                  | Rube Oldring                              | 6         | [ 30 ]  |
| 1916 | Wally Pipp                                        | 12  | New York Yankees                                                     | Frank Baker†                              | 10        | [ 31 ]  |
| 1917 | Wally Pipp                                        | 9   | New York Yankees                                                     | Bobby Veach                               | 8         | [ 32 ]  |
| 1918 | Babe Ruth† Tilly Walker                           | 11  | Boston Red Sox Philadelphia Athletics                                | Frank Baker† George Burns                 | 6         | [ 33 ]  |
| 1919 | Babe Ruth†                                        | 29  | Boston Red Sox                                                       | Tilly Walker Frank Baker† George Sisler†  | 10        | [ 34 ]  |
| 1920 | Babe Ruth†                                        | 54  | New York Yankees                                                     | George Sisler†                            | 19        | [ 35 ]  |
| 1921 | Babe Ruth†                                        | 59  | New York Yankees                                                     | Ken Williams Bob Meusel                   | 24        | [ 36 ]  |
| 1922 | Ken Williams                                      | 39  | St. Louis Browns                                                     | Tilly Walker                              | 37        | [ 37 ]  |
| 1923 | Babe Ruth†                                        | 41  | New York Yankees                                                     | Ken Williams                              | 29        | [ 38 ]  |
| 1924 | Babe Ruth†                                        | 46  | New York Yankees                                                     | Joe Hauser                                | 27        | [ 39 ]  |
| 1925 | Bob Meusel                                        | 33  | New York Yankees                                                     | Babe Ruth† Ken Williams                   | 25        | [ 40 ]  |
| 1926 | Babe Ruth†                                        | 47  | New York Yankees                                                     | Al Simmons†                               | 19        | [ 41 ]  |
| 1927 | Babe Ruth†                                        | 60  | New York Yankees                                                     | Lou Gehrig†                               | 47        | [ 42 ]  |
| 1928 | Babe Ruth†                                        | 54  | New York Yankees                                                     | Lou Gehrig†                               | 27        | [ 43 ]  |
| 1929 | Babe Ruth†                                        | 46  | New York Yankees                                                     | Lou Gehrig†                               | 35        | [ 44 ]  |
| 1930 | Babe Ruth†                                        | 49  | New York Yankees                                                     | Lou Gehrig†                               | 41        | [ 45 ]  |
| 1931 | Babe Ruth† Lou Gehrig†                            | 46  | New York Yankees                                                     | Earl Averill                              | 32        | [ 46 ]  |
| 1932 | Jimmie Foxx†                                      | 58  | Philadelphia Athletics                                               | Babe Ruth†                                | 41        | [ 47 ]  |
| 1933 | Jimmie Foxx†                                      | 48  | Philadelphia Athletics                                               | Babe Ruth†                                | 34        | [ 48 ]  |
| 1934 | Lou Gehrig†                                       | 49  | New York Yankees                                                     | Jimmie Foxx†                              | 44        | [ 49 ]  |
| 1935 | Hank Greenberg† Jimmie Foxx†                      | 36  | Detroit Tigers Philadelphia Athletics                                | Lou Gehrig†                               | 30        | [ 50 ]  |
| 1936 | Lou Gehrig†                                       | 49  | New York Yankees                                                     | Hal Trosky                                | 42        | [ 51 ]  |
| 1937 | Joe DiMaggio†                                     | 46  | New York Yankees                                                     | Hank Greenberg†                           | 40        | [ 52 ]  |
| 1938 | Hank Greenberg†                                   | 58  | Detroit Tigers                                                       | Jimmie Foxx†                              | 50        | [ 53 ]  |
| 1939 | Jimmie Foxx†                                      | 35  | Boston Red Sox                                                       | Hank Greenberg†                           | 33        | [ 54 ]  |
| 1940 | Hank Greenberg†                                   | 41  | Detroit Tigers                                                       | Jimmie Foxx†                              | 36        | [ 55 ]  |
| 1941 | Ted Williams†                                     | 37  | Boston Red Sox                                                       | Charlie Keller                            | 33        | [ 56 ]  |
| 1942 | Ted Williams†                                     | 36  | Boston Red Sox                                                       | Chet Laabs                                | 27        | [ 57 ]  |
| 1943 | Rudy York                                         | 34  | Detroit Tigers                                                       | Charlie Keller                            | 31        | [ 58 ]  |
| 1944 | Nick Etten                                        | 22  | New York Yankees                                                     | Vern Stephens                             | 20        | [ 59 ]  |
| 1945 | Vern Stephens                                     | 24  | St. Louis Browns                                                     | Roy Cullenbine Nick Etten Rudy York       | 18        | [ 60 ]  |
| 1946 | Hank Greenberg†                                   | 44  | Detroit Tigers                                                       | Ted Williams†                             | 38        | [ 61 ]  |
| 1947 | Ted Williams†                                     | 32  | Boston Red Sox                                                       | Joe Gordon†                               | 29        | [ 62 ]  |
| 1948 | Joe DiMaggio†                                     | 39  | New York Yankees                                                     | Joe Gordon†                               | 32        | [ 63 ]  |
| 1949 | Ted Williams†                                     | 43  | Boston Red Sox                                                       | Vern Stephens                             | 39        | [ 64 ]  |
| 1950 | Al Rosen                                          | 37  | Cleveland Indians                                                    | Walt Dropo                                | 34        | [ 65 ]  |
| 1951 | Gus Zernial                                       | 33  | Chicago White Sox Philadelphia Athletics                             | Ted Williams†                             | 30        | [ 66 ]  |
| 1952 | Larry Doby†                                       | 32  | Cleveland Indians                                                    | Luke Easter                               | 31        | [ 67 ]  |
| 1953 | Al Rosen                                          | 43  | Cleveland Indians                                                    | Gus Zernial                               | 42        | [ 68 ]  |
| 1954 | Larry Doby†                                       | 32  | Cleveland Indians                                                    | Ted Williams†                             | 29        | [ 69 ]  |
| 1955 | Mickey Mantle†                                    | 37  | New York Yankees                                                     | Gus Zernial                               | 30        | [ 70 ]  |
| 1956 | Mickey Mantle†                                    | 52  | New York Yankees                                                     | Vic Wertz                                 | 32        | [ 71 ]  |
| 1957 | Roy Sievers                                       | 42  | Washington Senators                                                  | Ted Williams†                             | 38        | [ 72 ]  |
| 1958 | Mickey Mantle†                                    | 42  | New York Yankees                                                     | Rocky Colavito                            | 41        | [ 73 ]  |
| 1959 | Harmon Killebrew† Rocky Colavito                  | 42  | Washington Senators Cleveland Indians                                | Jim Lemon                                 | 33        | [ 74 ]  |
| 1960 | Mickey Mantle†                                    | 40  | New York Yankees                                                     | Roger Maris                               | 39        | [ 75 ]  |
| 1961 | Roger Maris                                       | 61  | New York Yankees                                                     | Mickey Mantle†                            | 54        | [ 76 ]  |
| 1962 | Harmon Killebrew†                                 | 48  | Minnesota Twins                                                      | Norm Cash                                 | 39        | [ 77 ]  |
| 1963 | Harmon Killebrew†                                 | 45  | Minnesota Twins                                                      | Dick Stuart                               | 42        | [ 78 ]  |
| 1964 | Harmon Killebrew†                                 | 49  | Minnesota Twins                                                      | Boog Powell                               | 39        | [ 79 ]  |
| 1965 | Tony Conigliaro                                   | 32  | Boston Red Sox                                                       | Norm Cash                                 | 30        | [ 80 ]  |
| 1966 | Frank Robinson†                                   | 49  | Baltimore Orioles                                                    | Harmon Killebrew†                         | 39        | [ 81 ]  |
| 1967 | Carl Yastrzemski† Harmon Killebrew†               | 44  | Boston Red Sox Minnesota Twins                                       | Frank Howard                              | 36        | [ 82 ]  |
| 1968 | Frank Howard                                      | 44  | Washington Senators                                                  | Willie Horton                             | 36        | [ 83 ]  |
| 1969 | Harmon Killebrew†                                 | 49  | Minnesota Twins                                                      | Frank Howard                              | 48        | [ 84 ]  |
| 1970 | Frank Howard                                      | 44  | Washington Senators                                                  | Harmon Killebrew†                         | 41        | [ 85 ]  |
| 1971 | Bill Melton                                       | 33  | Chicago White Sox                                                    | Reggie Jackson† Norm Cash                 | 32        | [ 86 ]  |
| 1972 | Dick Allen                                        | 37  | Chicago White Sox                                                    | Bobby Murcer                              | 33        | [ 87 ]  |
| 1973 | Reggie Jackson†                                   | 32  | Oakland Athletics                                                    | Jeff Burroughs Frank Robinson†            | 30        | [ 88 ]  |
| 1974 | Dick Allen                                        | 32  | Chicago White Sox                                                    | Reggie Jackson†                           | 29        | [ 89 ]  |
| 1975 | Reggie Jackson† George Scott                      | 36  | Oakland Athletics Milwaukee Brewers                                  | John Mayberry                             | 34        | [ 90 ]  |
| 1976 | Graig Nettles                                     | 32  | New York Yankees                                                     | Reggie Jackson† Sal Bando                 | 27        | [ 91 ]  |
| 1977 | Jim Rice†                                         | 39  | Boston Red Sox                                                       | Graig Nettles Bobby Bonds                 | 37        | [ 92 ]  |
| 1978 | Jim Rice†                                         | 46  | Boston Red Sox                                                       | Larry Hisle Don Baylor                    | 34        | [ 93 ]  |
| 1979 | Gorman Thomas                                     | 45  | Milwaukee Brewers                                                    | Fred Lynn Jim Rice†                       | 39        | [ 94 ]  |
| 1980 | Reggie Jackson† Ben Oglivie                       | 41  | New York Yankees Milwaukee Brewers                                   | Gorman Thomas                             | 38        | [ 95 ]  |
| 1981 | Bobby Grich Eddie Murray† Dwight Evans Tony Armas | 22  | California Angels Baltimore Orioles Boston Red Sox Oakland Athletics | Gorman Thomas Greg Luzinski               | 21        | [ 96 ]  |
| 1982 | Reggie Jackson† Gorman Thomas                     | 39  | California Angels Milwaukee Brewers                                  | Dave Winfield†                            | 37        | [ 97 ]  |
| 1983 | Jim Rice†                                         | 39  | Boston Red Sox                                                       | Tony Armas                                | 36        | [ 98 ]  |
| 1984 | Tony Armas                                        | 43  | Boston Red Sox                                                       | Dave Kingman                              | 35        | [ 99 ]  |
| 1985 | Darrell Evans                                     | 40  | Detroit Tigers                                                       | Carlton Fisk†                             | 37        | [ 100 ] |
| 1986 | Jesse Barfield                                    | 40  | Toronto Blue Jays                                                    | Dave Kingman                              | 35        | [ 101 ] |
| 1987 | Mark McGwire                                      | 49  | Oakland Athletics                                                    | George Bell                               | 47        | [ 102 ] |
| 1988 | José Canseco                                      | 42  | Oakland Athletics                                                    | Fred McGriff                              | 34        | [ 103 ] |
| 1989 | Fred McGriff                                      | 36  | Toronto Blue Jays                                                    | Joe Carter                                | 35        | [ 104 ] |
| 1990 | Cecil Fielder                                     | 51  | Detroit Tigers                                                       | Mark McGwire                              | 39        | [ 105 ] |
| 1991 | José Canseco Cecil Fielder                        | 44  | Oakland Athletics Detroit Tigers                                     | Cal Ripken, Jr.†                          | 34        | [ 106 ] |
| 1992 | Juan González                                     | 43  | Texas Rangers                                                        | Mark McGwire                              | 42        | [ 107 ] |
| 1993 | Juan González                                     | 46  | Texas Rangers                                                        | Ken Griffey Jr.                           | 45        | [ 108 ] |
| 1994 | Ken Griffey Jr.                                   | 40  | Seattle Mariners                                                     | Frank Thomas†                             | 38        | [ 109 ] |
| 1995 | Albert Belle                                      | 50  | Cleveland Indians                                                    | Jay Buhner Frank Thomas†                  | 40        | [ 110 ] |
| 1996 | Mark McGwire                                      | 52  | Oakland Athletics                                                    | Brady Anderson                            | 50        | [ 111 ] |
| 1997 | Ken Griffey Jr.                                   | 56  | Seattle Mariners                                                     | Tino Martinez                             | 44        | [ 5 ]   |
| 1998 | Ken Griffey Jr.                                   | 56  | Seattle Mariners                                                     | Albert Belle                              | 49        | [ 112 ] |
| 1999 | Ken Griffey Jr.                                   | 48  | Seattle Mariners                                                     | Rafael Palmeiro                           | 47        | [ 113 ] |
| 2000 | Troy Glaus                                        | 47  | Anaheim Angels                                                       | Jason Giambi Frank Thomas†                | 43        | [ 114 ] |
| 2001 | Alex Rodriguez                                    | 52  | Texas Rangers                                                        | Jim Thome                                 | 49        | [ 115 ] |
| 2002 | Alex Rodriguez                                    | 57  | Texas Rangers                                                        | Jim Thome                                 | 52        | [ 116 ] |
| 2003 | Alex Rodriguez                                    | 47  | Texas Rangers                                                        | Carlos Delgado                            | 42        | [ 117 ] |
| 2004 | Manny Ramírez                                     | 43  | Boston Red Sox                                                       | Paul Konerko David Ortiz                  | 41        | [ 118 ] |
| 2005 | Alex Rodriguez                                    | 48  | New York Yankees                                                     | David Ortiz                               | 47        | [ 119 ] |
| 2006 | David Ortiz                                       | 54  | Boston Red Sox                                                       | Jermaine Dye                              | 44        | [ 120 ] |
| 2007 | Alex Rodriguez                                    | 54  | New York Yankees                                                     | Carlos Peña                               | 46        | [ 121 ] |
| 2008 | Miguel Cabrera                                    | 37  | Detroit Tigers                                                       | Carlos Quentin                            | 36        | [ 122 ] |
| 2009 | Carlos Peña Mark Teixeira                         | 39  | Tampa Bay Rays New York Yankees                                      | Jason Bay Aaron Hill                      | 36        | [ 123 ] |
| 2010 | José Bautista                                     | 54  | Toronto Blue Jays                                                    | Paul Konerko                              | 39        | [ 124 ] |
| 2011 | José Bautista                                     | 43  | Toronto Blue Jays                                                    | Curtis Granderson                         | 41        | [ 125 ] |
| 2012 | Miguel Cabrera                                    | 44  | Detroit Tigers                                                       | Curtis Granderson Josh Hamilton           | 43        | [ 126 ] |
| 2013 | Chris Davis                                       | 53  | Baltimore Orioles                                                    | Miguel Cabrera                            | 44        | [ 127 ] |
| 2014 | Nelson Cruz                                       | 40  | Baltimore Orioles                                                    | Chris Carter                              | 37        | [ 128 ] |
| 2015 | Chris Davis                                       | 47  | Baltimore Orioles                                                    | Nelson Cruz                               | 44        | [ 129 ] |
| 2016 | Mark Trumbo                                       | 47  | Baltimore Orioles                                                    | Nelson Cruz                               | 43        | [ 130 ] |
| 2017 | Aaron Judge                                       | 52  | New York Yankees                                                     | Khris Davis                               | 43        | [ 131 ] |
| 2018 | Khris Davis                                       | 48  | Oakland Athletics                                                    | J. D. Martinez                            | 43        | [ 132 ] |
| 2019 | Jorge Soler                                       | 48  | Kansas City Royals                                                   | Mike Trout                                | 45        | [ 133 ] |

## National League

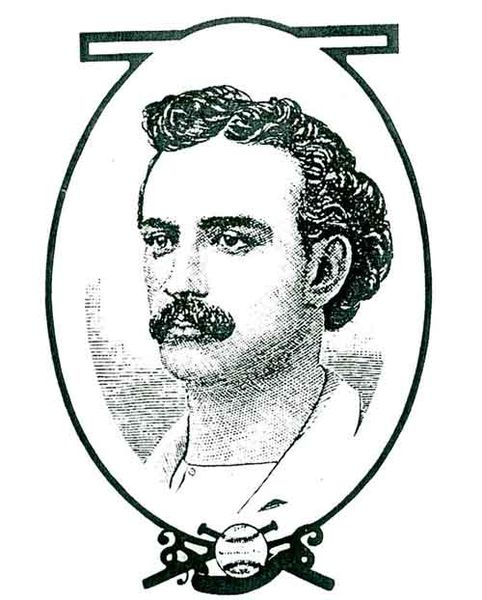
Lip Pike liderou a liga com quatro home runs em 1877, empatado com Paul Hines; o mais baixo número total a liderar a liga.

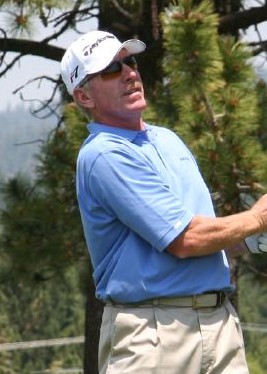
Mike Schmidt liderous a Liga Nacional em home runs oito vezes, o segundo maior número de títulos na história da MLB.

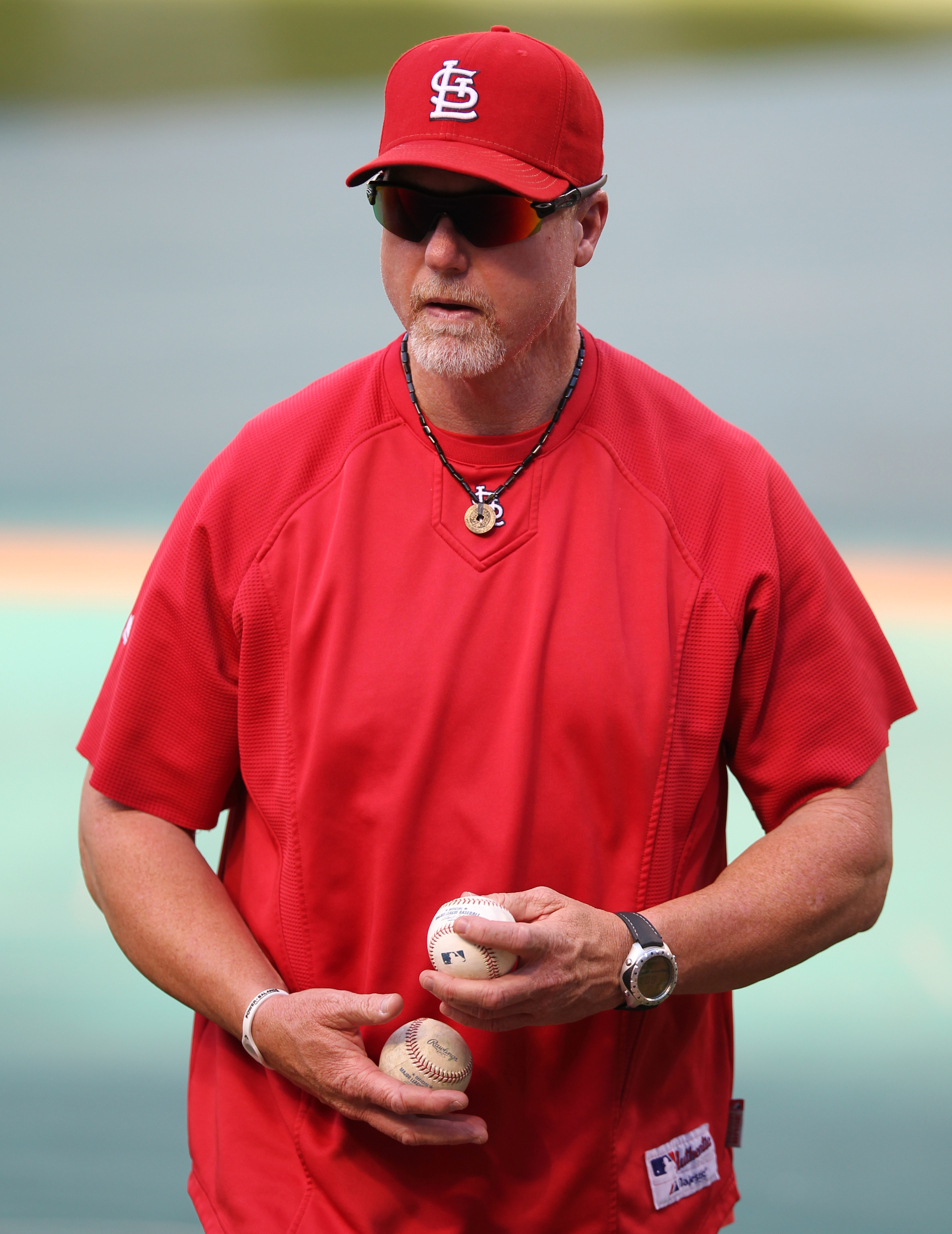
Mark McGwire liderou a liga em home runs 4 vezes incluindo 52, 65, e o, até então recorde de 70 home runs em uma temporada. Seus 58 home runs em 1997 não deu a liderança devido sua transferência no meio da temporada entre as 2 ligas.

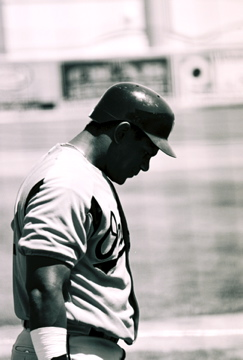
Sammy Sosa liderou a Liga Nacional em home runs duas vezes, com 49 e 50, e terminou em segundo quatro vezes com a contagem: 36, 66, 63 e 64.

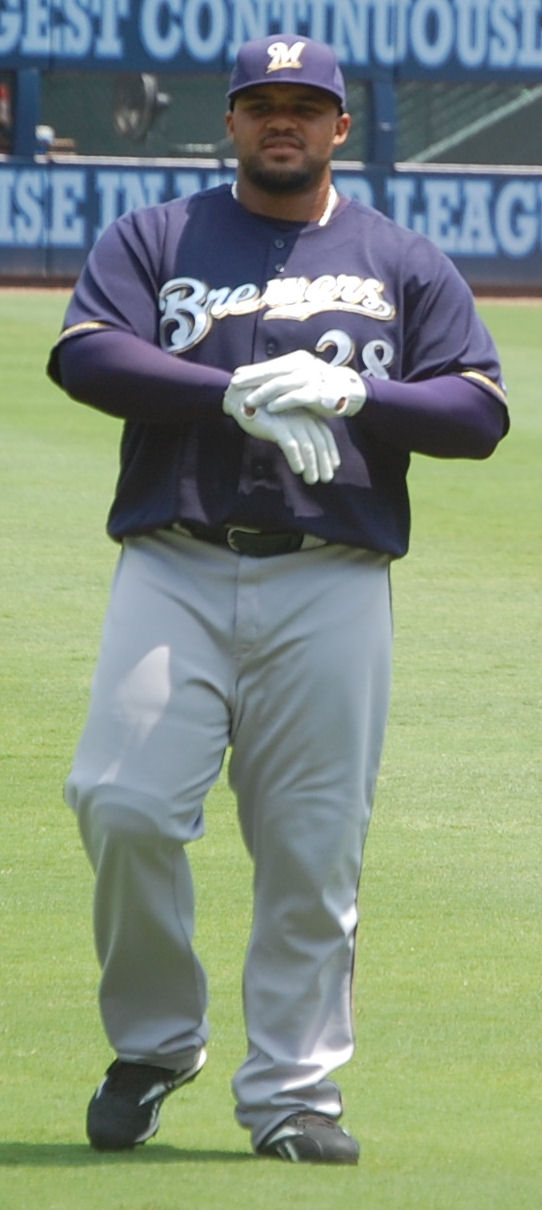
Prince Fielder ganhou o título em home runs na Liga Nacional em 2007 enquanto seu pai, Cecil Fielder, ganhou duas vezes na Liga Americana em 1990 e 1991.

| Ano  | Vencedor(es)                          | HRs | Time                                               | Vice-campeão(ões)                                                       | HRs do VC | Ref     |
| ---- | ------------------------------------- | --- | -------------------------------------------------- | ----------------------------------------------------------------------- | --------- | ------- |
| 1876 | George Hall                           | 5   | Philadelphia Athletics (NL)                        | Charley Jones                                                           | 4         | [ 134 ] |
| 1877 | Lip Pike                              | 4   | Cincinnati Reds                                    | Orator Shafer                                                           | 3         | [ 135 ] |
| 1878 | Paul Hines                            | 4   | Providence Grays                                   | Charley Jones                                                           | 3         | [ 136 ] |
| 1879 | Charley Jones                         | 9   | Boston Red Caps                                    | Jim O'Rourke†                                                           | 6         | [ 137 ] |
| 1880 | Harry Stovey Jim O'Rourke†            | 6   | Boston Red Caps Worcester Ruby Legs                | Charley Jones                                                           | 5         | [ 138 ] |
| 1881 | Dan Brouthers†                        | 8   | Buffalo Bisons                                     | Charlie Bennett                                                         | 7         | [ 139 ] |
| 1882 | George Wood                           | 7   | Detroit Wolverines                                 | Mike Muldoon Dan Brouthers†                                             | 6         | [ 140 ] |
| 1883 | Buck Ewing†                           | 10  | New York Giants                                    | Jerry Denny Joe Hornung                                                 | 8         | [ 141 ] |
| 1884 | Ned Williamson                        | 27  | Chicago White Stockings                            | Fred Pfeffer                                                            | 25        | [ 142 ] |
| 1885 | Abner Dalrymple                       | 11  | Chicago White Stockings                            | King Kelly†                                                             | 9         | [ 143 ] |
| 1886 | Dan Brouthers† Hardy Richardson       | 11  | Detroit Wolverines                                 | Cap Anson†                                                              | 10        | [ 144 ] |
| 1887 | Billy O'Brien                         | 19  | Washington Nationals                               | Roger Connor†                                                           | 17        | [ 145 ] |
| 1888 | Jimmy Ryan                            | 16  | Chicago White Stockings                            | Roger Connor†                                                           | 14        | [ 146 ] |
| 1889 | Sam Thompson†                         | 20  | Philadelphia Quakers                               | Jerry Denny                                                             | 18        | [ 147 ] |
| 1890 | Oyster Burns Mike Tiernan Walt Wilmot | 13  | Brooklyn Bridegrooms New York Giants Chicago Colts | Herman Long                                                             | 8         | [ 148 ] |
| 1891 | Mike Tiernan Harry Stovey             | 16  | Boston Beaneaters New York Giants                  | Walt Wilmot                                                             | 11        | [ 149 ] |
| 1892 | Bug Holliday                          | 13  | Cincinnati Reds                                    | Roger Connor†                                                           | 12        | [ 150 ] |
| 1893 | Ed Delahanty†                         | 19  | Philadelphia Phillies                              | Jack Clements                                                           | 17        | [ 151 ] |
| 1894 | Hugh Duffy†                           | 18  | Boston Beaneaters                                  | Bill Joyce Bobby Lowe                                                   | 17        | [ 152 ] |
| 1895 | Sam Thompson†                         | 18  | Philadelphia Phillies                              | Bill Joyce                                                              | 17        | [ 153 ] |
| 1896 | Bill Joyce† Ed Delahanty†             | 13  | Philadelphia Phillies Washington/New York          | Sam Thompson†                                                           | 12        | [ 154 ] |
| 1897 | Hugh Duffy†                           | 11  | Boston Beaneaters                                  | George Davis†                                                           | 10        | [ 155 ] |
| 1898 | Jimmy Collins†                        | 15  | Boston Beaneaters                                  | Bill Joyce Honus Wagner†                                                | 10        | [ 156 ] |
| 1899 | Buck Freeman                          | 25  | Washington Senators                                | Bobby Wallace                                                           | 12        | [ 157 ] |
| 1900 | Herman Long                           | 12  | Boston Beaneaters                                  | Elmer Flick†                                                            | 11        | [ 158 ] |
| 1901 | Sam Crawford†                         | 16  | Cincinnati Reds                                    | Jimmy Sheckard                                                          | 11        | [ 159 ] |
| 1902 | Tommy Leach                           | 6   | Pittsburgh Pirates                                 | Jake Beckley†                                                           | 5         | [ 160 ] |
| 1903 | Jimmy Sheckard                        | 9   | Brooklyn Superbas                                  | Pat Moran Tommy Leach Mike Donlin Sam Mertes Cy Seymour Ginger Beaumont | 7         | [ 161 ] |
| 1904 | Harry Lumley                          | 9   | Brooklyn Superbas                                  | Dave Brain                                                              | 7         | [ 162 ] |
| 1905 | Fred Odwell                           | 9   | Cincinnati Reds                                    | Cy Seymour                                                              | 8         | [ 163 ] |
| 1906 | Tim Jordan                            | 12  | Brooklyn Superbas                                  | Harry Lumley                                                            | 9         | [ 164 ] |
| 1907 | Dave Brain                            | 10  | Boston Doves                                       | Harry Lumley                                                            | 9         | [ 165 ] |
| 1908 | Tim Jordan                            | 12  | Brooklyn Superbas                                  | Honus Wagner†                                                           | 10        | [ 166 ] |
| 1909 | Red Murray                            | 7   | New York Giants                                    | Beals Becker Tommy Leach Larry Doyle                                    | 6         | [ 167 ] |
| 1910 | Frank Schulte Fred Beck               | 10  | Boston Doves Chicago Cubs                          | Jake Daubert Larry Doyle                                                | 8         | [ 168 ] |
| 1911 | Frank Schulte                         | 21  | Chicago Cubs                                       | Fred Luderus                                                            | 16        | [ 169 ] |
| 1912 | Heinie Zimmerman                      | 14  | Chicago Cubs                                       | Frank Schulte                                                           | 12        | [ 170 ] |
| 1913 | Gavvy Cravath                         | 19  | Philadelphia Phillies                              | Fred Luderus                                                            | 18        | [ 171 ] |
| 1914 | Gavvy Cravath                         | 19  | Philadelphia Phillies                              | Vic Saier                                                               | 18        | [ 172 ] |
| 1915 | Gavvy Cravath                         | 24  | Philadelphia Phillies                              | Cy Williams                                                             | 13        | [ 173 ] |
| 1916 | Cy Williams Dave Robertson            | 12  | Chicago Cubs New York Giants                       | Gavvy Cravath                                                           | 11        | [ 174 ] |
| 1917 | Gavvy Cravath Dave Robertson          | 12  | Philadelphia Phillies New York Giants              | Rogers Hornsby†                                                         | 8         | [ 175 ] |
| 1918 | Gavvy Cravath                         | 8   | Philadelphia Phillies                              | Walton Cruise Cy Williams                                               | 6         | [ 176 ] |
| 1919 | Gavvy Cravath                         | 12  | Philadelphia Phillies                              | Benny Kauff                                                             | 10        | [ 177 ] |
| 1920 | Cy Williams                           | 15  | Philadelphia Phillies                              | Irish Meusel                                                            | 14        | [ 178 ] |
| 1921 | George Kelly†                         | 23  | New York Giants                                    | Rogers Hornsby†                                                         | 21        | [ 179 ] |
| 1922 | Rogers Hornsby†                       | 42  | St. Louis Cardinals                                | Cy Williams                                                             | 26        | [ 180 ] |
| 1923 | Cy Williams                           | 41  | Philadelphia Phillies                              | Jack Fournier                                                           | 22        | [ 181 ] |
| 1924 | Jack Fournier                         | 27  | Brooklyn Robins                                    | Rogers Hornsby†                                                         | 25        | [ 182 ] |
| 1925 | Rogers Hornsby†                       | 39  | St. Louis Cardinals                                | Gabby Hartnett                                                          | 24        | [ 183 ] |
| 1926 | Hack Wilson†                          | 21  | Chicago Cubs                                       | Jim Bottomley†                                                          | 19        | [ 184 ] |
| 1927 | Cy Williams Hack Wilson†              | 30  | Chicago Cubs Philadelphia Phillies                 | Rogers Hornsby†                                                         | 26        | [ 185 ] |
| 1928 | Hack Wilson† Jim Bottomley†           | 31  | Chicago Cubs St. Louis Cardinals                   | Chick Hafey                                                             | 27        | [ 186 ] |
| 1929 | Chuck Klein†                          | 43  | Philadelphia Phillies                              | Mel Ott†                                                                | 42        | [ 187 ] |
| 1930 | Hack Wilson†                          | 56  | Chicago Cubs                                       | Chuck Klein                                                             | 40        | [ 188 ] |
| 1931 | Chuck Klein†                          | 31  | Philadelphia Phillies                              | Mel Ott†                                                                | 29        | [ 189 ] |
| 1932 | Chuck Klein† Mel Ott†                 | 38  | Philadelphia Phillies New York Giants              | Bill Terry†                                                             | 28        | [ 190 ] |
| 1933 | Chuck Klein†                          | 28  | Philadelphia Phillies                              | Wally Berger                                                            | 27        | [ 191 ] |
| 1934 | Mel Ott† Ripper Collins               | 35  | New York Giants St. Louis Cardinals                | Wally Berger                                                            | 34        | [ 192 ] |
| 1935 | Wally Berger                          | 34  | Boston Braves                                      | Mel Ott†                                                                | 31        | [ 193 ] |
| 1936 | Mel Ott†                              | 33  | New York Giants                                    | Dolph Camilli                                                           | 28        | [ 194 ] |
| 1937 | Mel Ott† Joe Medwick†                 | 31  | New York Giants St. Louis Cardinals                | Dolph Camilli                                                           | 27        | [ 195 ] |
| 1938 | Mel Ott†                              | 36  | New York Giants                                    | Ival Goodman                                                            | 30        | [ 196 ] |
| 1939 | Johnny Mize†                          | 28  | St. Louis Cardinals                                | Mel Ott†                                                                | 27        | [ 197 ] |
| 1940 | Johnny Mize†                          | 43  | St. Louis Cardinals                                | Bill Nicholson                                                          | 25        | [ 198 ] |
| 1941 | Dolph Camilli                         | 34  | Brooklyn Dodgers                                   | Mel Ott†                                                                | 27        | [ 199 ] |
| 1942 | Mel Ott†                              | 30  | New York Giants                                    | Dolph Camilli Johnny Mize                                               | 26        | [ 200 ] |
| 1943 | Bill Nicholson                        | 29  | Chicago Cubs                                       | Mel Ott†                                                                | 18        | [ 201 ] |
| 1944 | Bill Nicholson                        | 33  | Chicago Cubs                                       | Mel Ott†                                                                | 26        | [ 202 ] |
| 1945 | Tommy Holmes                          | 28  | Boston Braves                                      | Chuck Workman                                                           | 25        | [ 203 ] |
| 1946 | Ralph Kiner†                          | 23  | Pittsburgh Pirates                                 | Johnny Mize†                                                            | 22        | [ 204 ] |
| 1947 | Ralph Kiner† Johnny Mize†             | 51  | Pittsburgh Pirates New York Giants                 | Willard Marshall                                                        | 36        | [ 205 ] |
| 1948 | Ralph Kiner† Johnny Mize†             | 40  | Pittsburgh Pirates New York Giants                 | Stan Musial†                                                            | 39        | [ 206 ] |
| 1949 | Ralph Kiner†                          | 54  | Pittsburgh Pirates                                 | Stan Musial†                                                            | 36        | [ 207 ] |
| 1950 | Ralph Kiner†                          | 47  | Pittsburgh Pirates                                 | Andy Pafko                                                              | 36        | [ 208 ] |
| 1951 | Ralph Kiner†                          | 42  | Pittsburgh Pirates                                 | Gil Hodges                                                              | 40        | [ 209 ] |
| 1952 | Ralph Kiner† Hank Sauer               | 37  | Pittsburgh Pirates Chicago Cubs                    | Gil Hodges                                                              | 32        | [ 210 ] |
| 1953 | Eddie Mathews†                        | 47  | Milwaukee Braves                                   | Duke Snider†                                                            | 42        | [ 211 ] |
| 1954 | Ted Kluszewski                        | 49  | Cincinnati Reds                                    | Gil Hodges                                                              | 42        | [ 212 ] |
| 1955 | Willie Mays†                          | 51  | New York Giants                                    | Ted Kluszewski                                                          | 47        | [ 213 ] |
| 1956 | Duke Snider†                          | 43  | Brooklyn Dodgers                                   | Joe Adcock Frank Robinson†                                              | 38        | [ 214 ] |
| 1957 | Hank Aaron†                           | 44  | Milwaukee Braves                                   | Ernie Banks†                                                            | 43        | [ 215 ] |
| 1958 | Ernie Banks†                          | 47  | Chicago Cubs                                       | Frank Thomas                                                            | 35        | [ 216 ] |
| 1959 | Eddie Mathews†                        | 46  | Milwaukee Braves                                   | Ernie Banks†                                                            | 45        | [ 217 ] |
| 1960 | Ernie Banks†                          | 41  | Chicago Cubs                                       | Hank Aaron†                                                             | 40        | [ 218 ] |
| 1961 | Orlando Cepeda†                       | 46  | San Francisco Giants                               | Willie Mays†                                                            | 40        | [ 219 ] |
| 1962 | Willie Mays†                          | 49  | San Francisco Giants                               | Hank Aaron†                                                             | 45        | [ 220 ] |
| 1963 | Willie McCovey† Hank Aaron†           | 44  | San Francisco Giants Milwaukee Braves              | Willie Mays†                                                            | 38        | [ 221 ] |
| 1964 | Willie Mays†                          | 47  | San Francisco Giants                               | Billy Williams†                                                         | 33        | [ 222 ] |
| 1965 | Willie Mays†                          | 52  | San Francisco Giants                               | Willie McCovey†                                                         | 39        | [ 223 ] |
| 1966 | Hank Aaron†                           | 44  | Atlanta Braves                                     | Dick Allen                                                              | 40        | [ 224 ] |
| 1967 | Hank Aaron†                           | 39  | Atlanta Braves                                     | Jim Wynn                                                                | 37        | [ 225 ] |
| 1968 | Willie McCovey†                       | 36  | San Francisco Giants                               | Dick Allen                                                              | 33        | [ 226 ] |
| 1969 | Willie McCovey†                       | 45  | San Francisco Giants                               | Hank Aaron†                                                             | 44        | [ 227 ] |
| 1970 | Johnny Bench†                         | 45  | Cincinnati Reds                                    | Billy Williams†                                                         | 42        | [ 228 ] |
| 1971 | Willie Stargell†                      | 48  | Pittsburgh Pirates                                 | Hank Aaron†                                                             | 47        | [ 229 ] |
| 1972 | Johnny Bench†                         | 40  | Cincinnati Reds                                    | Nate Colbert                                                            | 38        | [ 230 ] |
| 1973 | Willie Stargell†                      | 44  | Pittsburgh Pirates                                 | Davey Johnson                                                           | 43        | [ 231 ] |
| 1974 | Mike Schmidt†                         | 36  | Philadelphia Phillies                              | Johnny Bench†                                                           | 33        | [ 232 ] |
| 1975 | Mike Schmidt†                         | 38  | Philadelphia Phillies                              | Dave Kingman                                                            | 36        | [ 233 ] |
| 1976 | Mike Schmidt†                         | 38  | Philadelphia Phillies                              | Dave Kingman                                                            | 37        | [ 234 ] |
| 1977 | George Foster                         | 52  | Cincinnati Reds                                    | Jeff Burroughs                                                          | 41        | [ 235 ] |
| 1978 | George Foster                         | 40  | Cincinnati Reds                                    | Greg Luzinski                                                           | 35        | [ 236 ] |
| 1979 | Dave Kingman                          | 48  | Chicago Cubs                                       | Mike Schmidt†                                                           | 45        | [ 237 ] |
| 1980 | Mike Schmidt†                         | 48  | Philadelphia Phillies                              | Bob Horner                                                              | 35        | [ 238 ] |
| 1981 | Mike Schmidt†                         | 31  | Philadelphia Phillies                              | Andre Dawson†                                                           | 24        | [ 239 ] |
| 1982 | Dave Kingman                          | 37  | New York Mets                                      | Dale Murphy                                                             | 36        | [ 240 ] |
| 1983 | Mike Schmidt†                         | 40  | Philadelphia Phillies                              | Dale Murphy                                                             | 36        | [ 241 ] |
| 1984 | Mike Schmidt† Dale Murphy             | 36  | Atlanta Braves Philadelphia Phillies               | Gary Carter†                                                            | 27        | [ 242 ] |
| 1985 | Dale Murphy                           | 37  | Atlanta Braves                                     | Dave Parker                                                             | 34        | [ 243 ] |
| 1986 | Mike Schmidt†                         | 37  | Philadelphia Phillies                              | Glenn Davis Dave Parker                                                 | 31        | [ 244 ] |
| 1987 | Andre Dawson†                         | 49  | Chicago Cubs                                       | Dale Murphy                                                             | 44        | [ 245 ] |
| 1988 | Darryl Strawberry                     | 39  | New York Mets                                      | Glenn Davis                                                             | 30        | [ 246 ] |
| 1989 | Kevin Mitchell                        | 47  | San Francisco Giants                               | Howard Johnson                                                          | 36        | [ 247 ] |
| 1990 | Ryne Sandberg†                        | 40  | Chicago Cubs                                       | Darryl Strawberry                                                       | 37        | [ 248 ] |
| 1991 | Howard Johnson                        | 38  | New York Mets                                      | Matt Williams                                                           | 34        | [ 249 ] |
| 1992 | Fred McGriff                          | 35  | San Diego Padres                                   | Barry Bonds                                                             | 34        | [ 250 ] |
| 1993 | Barry Bonds                           | 46  | San Francisco Giants                               | David Justice                                                           | 40        | [ 251 ] |
| 1994 | Matt Williams                         | 43  | San Francisco Giants                               | Jeff Bagwell                                                            | 39        | [ 252 ] |
| 1995 | Dante Bichette                        | 40  | Colorado Rockies                                   | Larry Walker Sammy Sosa                                                 | 36        | [ 253 ] |
| 1996 | Andrés Galarraga                      | 47  | Colorado Rockies                                   | Barry Bonds Gary Sheffield                                              | 42        | [ 254 ] |
| 1997 | Larry Walker                          | 49  | Colorado Rockies                                   | Jeff Bagwell                                                            | 43        | [ 6 ]   |
| 1998 | Mark McGwire                          | 70  | St. Louis Cardinals                                | Sammy Sosa                                                              | 66        | [ 255 ] |
| 1999 | Mark McGwire                          | 65  | St. Louis Cardinals                                | Sammy Sosa                                                              | 63        | [ 256 ] |
| 2000 | Sammy Sosa                            | 50  | Chicago Cubs                                       | Barry Bonds                                                             | 49        | [ 257 ] |
| 2001 | Barry Bonds                           | 73  | San Francisco Giants                               | Sammy Sosa                                                              | 64        | [ 258 ] |
| 2002 | Sammy Sosa                            | 49  | Chicago Cubs                                       | Barry Bonds                                                             | 46        | [ 259 ] |
| 2003 | Jim Thome                             | 47  | Philadelphia Phillies                              | Richie Sexson Barry Bonds                                               | 45        | [ 260 ] |
| 2004 | Adrián Beltré                         | 48  | Los Angeles Dodgers                                | Adam Dunn Albert Pujols                                                 | 46        | [ 261 ] |
| 2005 | Andruw Jones                          | 51  | Atlanta Braves                                     | Derrek Lee                                                              | 46        | [ 262 ] |
| 2006 | Ryan Howard                           | 58  | Philadelphia Phillies                              | Albert Pujols                                                           | 49        | [ 263 ] |
| 2007 | Prince Fielder                        | 50  | Milwaukee Brewers                                  | Ryan Howard                                                             | 47        | [ 264 ] |
| 2008 | Ryan Howard                           | 48  | Philadelphia Phillies                              | Adam Dunn                                                               | 40        | [ 265 ] |
| 2009 | Albert Pujols                         | 47  | St. Louis Cardinals                                | Prince Fielder                                                          | 46        | [ 266 ] |
| 2010 | Albert Pujols                         | 42  | St. Louis Cardinals                                | Adam Dunn                                                               | 38        | [ 267 ] |
| 2011 | Matt Kemp                             | 39  | Los Angeles Dodgers                                | Prince Fielder                                                          | 38        | [ 268 ] |
| 2012 | Ryan Braun                            | 41  | Milwaukee Brewers                                  | Giancarlo Stanton                                                       | 37        | [ 269 ] |
| 2013 | Pedro Álvarez Paul Goldschmidt        | 36  | Pittsburgh Pirates Arizona Diamondbacks            | Jay Bruce                                                               | 30        | [ 270 ] |
| 2014 | Giancarlo Stanton                     | 37  | Miami Marlins                                      | Anthony Rizzo                                                           | 32        | [ 271 ] |
| 2015 | Nolan Arenado Bryce Harper            | 42  | Colorado Rockies Washington Nationals              | Carlos González                                                         | 40        | [ 272 ] |
| 2016 | Nolan Arenado Chris Carter            | 41  | Colorado Rockies Milwaukee Brewers                 | Kris Bryant                                                             | 39        | [ 273 ] |
| 2017 | Giancarlo Stanton                     | 59  | Miami Marlins                                      | Cody Bellinger                                                          | 39        | [ 274 ] |
| 2018 | Nolan Arenado                         | 38  | Colorado Rockies                                   | Trevor Story                                                            | 37        | [ 275 ] |
| 2019 | Pete Alonso                           | 53  | New York Mets                                      | Eugenio Suarez                                                          | 49        | [ 276 ] |

## Outras grandes ligas
| Ano  | Vencedor(es)              | HRs | Time                                            | Liga                 | Vice-campeão(óes)          | HRs do VC | Ref     |
| ---- | ------------------------- | --- | ----------------------------------------------- | -------------------- | -------------------------- | --------- | ------- |
| 1882 | Oscar Walker              | 7   | St. Louis Brown Stockings                       | American Association | Pete Browning              | 5         | [ 277 ] |
| 1883 | Harry Stovey              | 14  | Philadelphia Athletics                          | American Association | Charley Jones              | 10        | [ 278 ] |
| 1884 | John Reilly†              | 11  | Cincinnati Red Stockings                        | American Association | Harry Stovey               | 10        | [ 279 ] |
| 1884 | Fred Dunlap               | 13  | St. Louis Maroons                               | Union Association    | Ed Crane                   | 12        | [ 280 ] |
| 1885 | Harry Stovey              | 13  | Philadelphia Athletics                          | American Association | Frank Fennelly             | 10        | [ 281 ] |
| 1886 | Bid McPhee†               | 8   | Cincinnati Red Stockings                        | American Association | Harry Stovey Dave Orr      | 7         | [ 282 ] |
| 1887 | Tip O'Neill               | 14  | St. Louis Browns                                | American Association | John Reilly                | 10        | [ 283 ] |
| 1888 | John Reilly               | 13  | Cincinnati Red Stockings                        | American Association | Harry Stovey               | 9         | [ 284 ] |
| 1889 | Harry Stovey Bug Holliday | 19  | Cincinnati Red Stockings Philadelphia Athletics | American Association | Charlie Duffee             | 16        | [ 285 ] |
| 1890 | Count Campau              | 9   | St. Louis Browns                                | American Association | Ed Cartwright              | 8         | [ 286 ] |
| 1890 | Roger Connor†             | 14  | New York Giants                                 | Players' League      | Hardy Richardson           | 13        | [ 287 ] |
| 1891 | Duke Farrell              | 12  | Boston Reds                                     | American Association | Jocko Milligan Denny Lyons | 11        | [ 288 ] |
| 1914 | Dutch Zwilling            | 16  | Chicago Chi-Feds                                | Federal League       | Bill Kenworthy             | 15        | [ 289 ] |
| 1915 | Hal Chase                 | 17  | Buffalo Blues                                   | Federal League       | Dutch Zwilling             | 13        | [ 290 ] |